# Nordals tingslag
Nordals tingslag var före 1910 ett tingslag i Älvsborgs län och i Nordals, Sundals och Valbo domsaga. Tingslaget omfattade Nordals härad. Tingsplats var Mellerud.
Tingslaget bildades 1680 och uppgick 1 januari 1910 i Nordals och Sundals tingslag. 